# 28 лет спустя
«28 лет спустя» (англ. 28 Years Later) — постапокалиптический фильм ужасов режиссёра Дэнни Бойла по сценарию Алекса Гарленда, продолжение фильмов «28 дней спустя» (2002) и «28 недель спустя» (2007). Премьера состоялась 20 июня 2025 года.

## Сюжет
2002 год. Британские острова охватил вирус ярости, превращающий людей в зомби. Толпа зомби врывается в деревенский дом в Шотландском нагорье, заражая всех его обитателей. Спастись удаётся только мальчику Джимми. Он добегает до местной церкви, где находит своего отца — местного викария, погружённого в молитву. Священник воспринимает происходящее, как наступивший Судный день. Он отдаёт Джимми свой золотой крест и велит ему хранить веру, покорно отдаваясь заражённым, ворвавшимся в церковь. Джимми спасается бегством.
Двадцать восемь лет спустя. После повторной вспышки эпидемии, странам континентальной Европе удалось остановить распространение вируса, но Британские острова так и остались в бессрочном карантине. Охотник Джейми, его жена Айла и их 12-летний сын Спайк живут в общине на острове Линдисфарн. Остров соединён с «Большой Землёй» длинной узкой полоской земли, обнажающейся только с отливом. Во время прилива пройти по ней невозможно, сильное течение снесёт смельчака в открытое море. Айла страдает от неизвестной болезни, повредилась рассудком, практически прикована к постели. В общине нет врачей и никто не может помочь Айле. Джейми берёт сына в вылазку на «Большую Землю». Старейшины напоминают Джейми и Спайку, что по правилам общины никто не отправится к ним на выручку, если они не вернутся. Во время их марша закадровый голос зачитывает стихотворение Редьярда Киплинга «Boots».
Обшаривая полуразрушенный дом они находят человека, подвешенного за ноги. Кто-то вырезал на его спине надпись «Джимми» и оставил для зомби, которые его и заразили. Спайк по приказу отца добивает несчастного. Джейми рассказывает что на «Большой Земле» есть группы выживших, творящие странные и ужасные вещи. Джейми находит голову оленя, оторванную вместе с позвоночником и с ужасом понимает что неподалёку Альфа, вождь стаи заражённых, вирус повлиял на него как стероид, сделав его сильнее и гораздо живучее. Спасаясь от погони заражённых, отец и сын едва успевают укрыться на чердаке. Ночью Спайк замечает корабли карантинных патрулей в море и костёр на горизонте. Внезапно печная труба поддерживающая дом обрушивается, и Джейми и Спайку приходится бежать среди ночи к острову, преследуемые Альфой. У самых ворот тот нагоняет беглецов, но проснувшаяся охрана пронзает его дротиком, пущенным из баллисты.
Община отмечает первый поход Спайка. Джейми уединяется с Рози, школьной учительницей из деревни. Сэм, оставшийся присмотреть за Айлой, рассказывает Спайку, что костёр на «Большой Земле» развёл врач Келсон. Спайк спрашивает отца, может ли Келсон вылечить Айлу, но тот отвечает, что Келсон давно выжил из ума, они видели как тот устелил целый луг трупами и сжигал их по очереди в печи. Спайк обвиняет отца в том, что тот ожидает смерти Айлы, и что доктор Келсон мог бы им помочь. Обманув охрану у ворот, он выводит мать на «Большую Землю».
Мать и сын ночуют в разрушенной церкви, зомби подбирается к заснувшему на часах Спайку, но Айла убивает заражённого. К ним присоединяется шведский солдат карантинного патруля Эрик Сундквист. Их корабль пошёл ко дну, несколько человек добрались до берега на шлюпке, но стая Альфы истребила их, спасся один Эрик. Айла находит заражённую беременную женщину и принимает у неё роды, и родившая девочку, которая оказалась незаражённой у заражённой матери. Заражённая, придя в себя, бросается на людей но Эрик прошивает её очередью. Запаниковавший солдат собирается убить и новорожденную девочку, но подоспевший Альфа отрывает ему голову. Альфа преследует Спайка и Айлу, но оказавшийся рядом Келсон усмиряет его дротиком с морфием и говорит, что прозвал его про себя «Самсоном». Он ведёт группу к пирамиде из черепов, которую он называет memento mori и объясняет её значение Спайку. Келсон вываривает череп Эрика и водружает его на пирамиду из черепов. Он осматривает Айлу и ставит диагноз: рак пустил метастазы по организму, также затронул и мозг. Айла подозревала об этом и признаётся, что боялась рассказать. По её просьбе он усыпляет Спайка и помогает ей уйти из жизни. Он кремирует её тело, Спайк помещает череп матери на вершине пирамиды. Внезапно появляется «Самсон» и набрасывается на Келсона, Спайка и новорожденную девочку, которые укрылись в погребе. «Самсон» хватает Келсона, но Спайк усмиряет его дротиком доктора.
Мальчик добирается до острова и оставляет корзину с новорождённой девочкой у ворот. В оставленной записке Спайк сообщает отцу, что надеется найти место, «откуда не будет видно море», и что девочку зовут Айла. Прочитав записку отец спешит к воротам, но уже начался прилив.
Ещё двадцать восемь дней спустя, Спайк оказавшись застигнутым на привале врасплох убегает от стаи заражённых. Оказавшись прижатым к стене он скашивает зомби одного за другим меткими выстрелами. На стене появляется отряд юношей и девушек с одеждой и причёсками как у Джимми Сэвила, их предводитель просит у Спайка разрешения «поучаствовать», после чего отряд лихо, в ближнем бою расправляется с зомби. Предводитель говорит Спайку: «Меня зовут Джимми. Давай дружить!». Спайк замечает на его груди золотой перевёрнутый крест, что намекает на тот самый крест, который отдал своему сыну Джимми священник 28 лет назад.

## В ролях
- Алфи Уильямс — Спайк, 12-летний сын Джейми и Айлы.
- Джоди Комер — Айла (англ. Isla), жена Джейми, которая борется с загадочной болезнью.
- Аарон Тейлор-Джонсон — Джейми, собиратель припасов и муж Айлы.
- Эдвин Рюдинг — Эрик Сундквист, шведский солдат потерпевшего крушения патрульного катера.
- Чи Льюис-Пэрри — «Самсон», физически сильный Альфа — лидер группы инфицированных.
- Стелла Гонет[англ.] — Дженни, член руководящего совета острова.
- Кристофер Фулфорд[англ.] — Сэм, друг Джейми и житель острова.
- Эми Кэмерон — Рози, тайная любовница Джейми и жительница острова.
- Рэйф Файнс — Доктор Ян Кельсон, бывший врач, переживший вспышку.
- Джек О’Коннелл — сэр Джимми Кристал, лидер культа «Джимми», персонаж, вдохновлённый Джимми Сэвилом, и выживший во время первой вспышки.
  - Рокко Хейнс[англ.] — молодой Джимми.

## Создание и релиз
В июне 2007 года студия Fox Atomic подтвердила возможность создания третьей части франшизы при хороших показателях картины «28 недель спустя». В июле того же года Дэнни Бойл рассказал, что уже есть черновик сценария. В октябре 2010 года выяснилось, что реализация проекта отложена из-за разногласий, связанных с авторскими правами. В январе 2011 года Бойл заявил, что проект будет реализован, но в апреле 2013 года выразил неуверенность в этом. В январе 2015 года Алекс Гарленд рассказал, что начались серьёзные переговоры о возобновлении проекта и что он работает над сценарием с рабочим названием «28 месяцев спустя». В июне 2019 года Бойл подтвердил, что работает вместе с Гарлендом над третьей частью. В марте 2020 года Имоджен Путс выразила желание повторить свою роль в новом фильме, а в мае 2021 года с таким же заявлением выступил Киллиан Мерфи.
В июне 2023 года Бойл и Гарленд совместно выразили намерение «серьёзно» и «усердно» заняться производством проекта, который получил название «28 лет спустя» (это указание на годы, которые ушли на его разработку). Бойл заявил, что выступит в качестве режиссёра, если Гарленд не сделает этого. В июле того же года Мерфи заявил, что обсуждал с Бойлом возможность создания третьего фильма, и снова выразил заинтересованность в повторном исполнении своей роли, если Бойл и Гарленд вернутся к созданию франшизы.
В январе 2024 года было объявлено, что третий фильм под названием «28 лет спустя» официально находится в разработке; планируется, что проект станет первым из новой трилогии. Дэнни Бойл стал режиссёром первой части со сценарием, написанным Алексом Гарлендом, в то время как последний также напишет сценарии для каждого из запланированных продолжений. Бойл, Гарленд, Эндрю Макдональд и Питер Райс выступят в качестве продюсеров. В феврале того же года Мерфи обсудил своё возможное участие в проекте. В марте 2024 года Гарленд подтвердил, что пишет сценарий к трилогии сиквелов. В следующем месяце сценарист заявил, что фильм «Кес» оказал большое влияние на его работу над «28 лет спустя». Позже в том же месяце было объявлено, что Мерфи станет исполнительным продюсером.
В апреле 2024 года главные роли в фильме получили Джоди Комер, Аарон Тейлор-Джонсон и Рэйф Файнс, в следующем месяце к актёрскому составу присоединится Джек О’Коннелл. В мае было объявлено, что Киллиан Мёрфи снова сыграет Джима, однако в январе 2025 года продюсер Эндрю Макдональд опроверг участие Мёрфи в качестве актёра. Съёмки начались 7 мая 2024 года в Нортамберленде (оператором стал Энтони Дод Мэнтл) и закончились 21 августа.
Фильм вышел в американский прокат 20 июня 2025 года. Дистрибьютором стала компания Sony Pictures Releasing.

## Продолжение
В апреле 2024 года Ниа Дакоста вступила в переговоры о режиссуре продолжения фильма, в котором Бойл и Гарленд вернутся в качестве продюсеров. В следующем месяце было подтверждено, что Дакоста подписала контракт на проект в качестве режиссёра. Съёмки планируется проводить параллельно, когда завершатся съёмки фильма «28 лет спустя». Хотя название фильма не было официально объявлено, в документе Бюро авторского права США его название указано как «28 лет спустя. Часть II: Костяной храм» (англ. 28 Years Later Part II: The Bone Temple).

## Комментарии
1. ↑  Как показано в фильме 28 дней спустя
2. ↑  Как показано в фильме  28 недель спустя